# Hélène (Julien Clerc)
Hélène is een single van Julien Clerc uit 1987.
Het is de derde single van het album: "Les Aventures à l'eau". Het nummer werd in 1988 gecoverd door The Gino Marinello Orchestra.

## Achtergrond
De plaat werd uitsluitend een hit in Frankrijk, België (Vlaanderen) en Nederland. In Thuisland Frankrijk werd de 11e positie bereikt.
In Nederland was de plaat op zaterdag 20 juni 1987 Favorietschijf bij de NCRV op Radio 3 en werd een hit in de destijds twee landelijke hitlijsten op de nationale publieke popzender. De plaat bereikte de 8e positie in de Nationale Hitparade Top 100 en de 5e positie in de Nederlandse Top 40. In de Europese hitlijst op Radio 3, de TROS Europarade, werd géén notering behaald, aangezien deze lijst op donderdag 25 juni 1987 voor de laatste keer werd uitgezonden.
In België bereikte de plaat de 2e positie in zowel de voorloper van de Vlaamse Ultratop 50 als de Vlaamse Radio 2 Top 30. In Wallonië werd géén notering behaald.
In de sinds december 1999 jaarlijks uitgezonden NPO Radio 2 Top 2000 van de Nederlandse publieke radiozender NPO Radio 2 stond de plaat uitsluitend in 2000, 2001 en van 2004 t/m 2006 en in 2008 in de lijst der lijsten genoteerd, met als hoogste notering een 1081e positie in 2005.

## Hitnoteringen

### Nederlandse Top 40
| Positie: | 32 | 22 | 16 | 9 | 5 | 5 | 9 | 16 | 27 | uit |

### Nationale Hitparade Top 100
| Positie: | 74 | 46 | 22 | 18 | 11 | 11 | 8 | 8 | 14 | 21 | 21 | 40 | 57 | 78 | uit |

### Vlaamse Ultratop 50
| Positie: | 36 | 24 | 20 | 9 | 4 | 2 | 3 | 4 | 5 | 7 | 18 | 31 | uit |

### NPO Radio 2 Top 2000
| Nummer met noteringen in de NPO Radio 2 Top 2000 | '00  | '01  | '02-'03 | '04  | '05  | '06  | '07 | '08  |
| ------------------------------------------------ | ---- | ---- | ------- | ---- | ---- | ---- | --- | ---- |
| Hélène                                           | 1714 | 1741 | -       | 1788 | 1081 | 1365 | -   | 1876 |

1. ↑  Een '-' betekent dat het nummer niet was genoteerd en een vetgedrukt getal geeft de hoogste notering aan.
2. ↑  2000 was het eerste jaar met een notering voor dit nummer.
3. ↑  Deze tabel is bijgewerkt tot en met de laatste editie (2024).